# Fillmore (Utah)
Pour les articles homonymes, voir Fillmore.
La ville américaine de Fillmore est le siège du comté de Millard, dans l’Utah. Lors du recensement de 2000, sa population s’élevait à 2 253 habitants.

## Histoire
De 1851 à 1856, Fillmore a été la capitale du Territoire de l'Utah. Brigham Young a choisi le site le 28 octobre 1851. La ville a été nommée en hommage à Millard Fillmore, treizième président du pays.

## Source
- (en) Cet article est partiellement ou en totalité issu de l’article de Wikipédia en anglais intitulé « Fillmore, Utah » (voir la liste des auteurs).